# Kamil Mouktar
Mohamed Kamil Mouktar (* 6. März 1977 in Accra) ist ein ehemaliger ghanaisch-deutscher Fußballspieler.

## Werdegang
Als Spieler des deutschen Oberligisten SC Victoria Hamburg erhielt der Stürmer im Frühling 1996 Angebote von Vereinen aus der 2. Bundesliga. Er bestritt im Mai 1996 ein Probetraining beim FC St. Pauli. Mouktar verließ den SC Victoria am Ende des Spieljahres 1995/96 und wechselte zu Altona 93 in die Regionalliga.
Im Sommer 1997 nahm Mouktar mit der Auswahl Ghanas an der U20-Weltmeisterschaft teil und wurde WM-Vierter. Er kam in sechs WM-Spielen zum Einsatz und erzielte ein Tor. Im Spieljahr 1997/98 stand er zunächst bei Ankara Şekerspor in der Türkei unter Vertrag und erzielte in diesem Zeitraum in acht Süper-Lig-Spielen einen Treffer. Ende Januar 1998 kehrte Mouktar nach Deutschland zurück und spielte bis 2000 für die TSF Ditzingen in der Regionalliga.
2000/01 lief der Stürmer zunächst für den Oberligisten VfR Heilbronn auf, im Laufe der Saison schloss er sich wieder dem SC Victoria Hamburg an, der mittlerweile in der Verbandsliga antrat.
Später spielte Mouktar beim SV Sarajevo Hamburg, dann von 2003 bis 2005 beim Oberligisten VfR Mannheim. Im Sommer 2005 wechselte er zu Wormatia Worms (ebenfalls Oberliga). Im Februar 2006 musste er sich einer Knieoperation unterziehen, im Sommer 2006 beendete Mouktar seine Laufbahn im höherklassigen Fußball. Im Altherrenbereich spielte er wieder für den SC Victoria Hamburg.